# 3 mai 1932
Le mardi 3 mai 1932 est le 124e jour de l'année 1932.

## Naissances
- John Monson (mort le 12 février 2011), politicien britannique, 11e baron Monson
- Mariya Itkina (morte le 1er décembre 2020), athlète soviétique puis russe, spécialiste des épreuves de sprint
- Muscles Currie (mort le 8 décembre 1990), joueur anglais de rugby à XV
- Odysséas Eskitzóglou (mort le 26 août 2018), skipper grec
- Ranganayaki Rajagopalan (morte le 20 septembre 2018), musicienne indienne
- Walter Hopps (mort le 20 mars 2005), commissaire d'exposition américain

## Décès
- Anton Wildgans (né le 17 avril 1881), poète et dramaturge autrichien
- Charles Hoy Fort (né le 6 août 1874), écrivain américain
- Henri de Gaulle (né le 22 novembre 1848), militaire français
- Pierre Charles (né le 4 février 1864), homme politique français (1864-1932)
- Raimondo D'Aronco (né le 31 août 1857), architecte italien
- Yrjö Wichmann (né le 8 septembre 1868), linguiste finlandais

## Événements
- Création de la gare de Tanjong Pagar